# Brandon Sutter
Brandon Sutter (* 14. Februar 1989 in Huntington, New York) ist ein ehemaliger US-amerikanisch-kanadischer Eishockeyspieler, der im Verlauf seiner aktiven Karriere zwischen 2004 und 2021 unter anderem 820 Spiele für die Carolina Hurricanes, Pittsburgh Penguins und Vancouver Canucks in der National Hockey League (NHL) auf der Position des Centers bestritten hat. Seinen größten Erfolg feierte Sutter jedoch im Trikot der kanadische U20-Nationalmannschaft mit dem Gewinn der Goldmedaille bei der U20-Junioren-Weltmeisterschaft 2008.

## Karriere

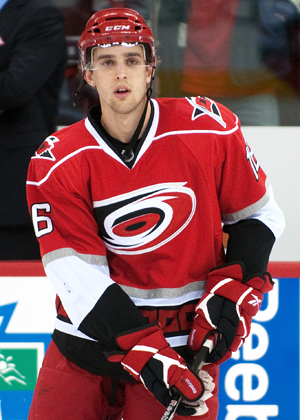
Sutter im Trikot der Carolina Hurricanes (2010)

Sutter begann seine Karriere 2005 bei den Red Deer Rebels in der kanadischen Juniorenliga Western Hockey League (WHL). Während der Saison 2004/05 kam er dort zu seinen ersten sieben Einsätzen in der regulären Saison und absolvierte weitere sieben Spiele in den Playoffs, wo er mit einem Tor und vier Assists gleich überzeugen konnte. In der folgenden Spielzeit gehörte er schließlich zum Stammkader und war mit 46 Punkten bester Scorer seiner Mannschaft, die jedoch die Playoffs verpasste. Mit der kanadischen U18-Nationalmannschaft nahm er an der U18-Junioren-Weltmeisterschaft im April 2006 teil. In der Spielzeit 2006/07 konnte sich Sutter noch einmal steigern und war zusammen mit seinem Cousin Brett Sutter drittbester Scorer der Rebels mit 57 Punkten. Aufgrund seiner Leistungen wurden die Mannschaften der National Hockey League (NHL) auf ihn aufmerksam und im NHL Entry Draft 2007 wurde er von den Carolina Hurricanes in der ersten Runde an elfter Position ausgewählt. Im August wurde Sutter in die kanadische U20-Auswahl berufen, die gegen die russische U20-Nationalmannschaft in der Super Series 2007 antrat.
Im September desselben Jahres nahm der Stürmer am Trainingslager der Carolina Hurricanes teil, kehrte aber für die Saison 2007/08 zu den Red Deer Rebels zurück. Die Rebels zeigten große Schwächen und Sutter gehörte noch zu den besten Spielern im Team, sodass er in die kanadische Auswahl für die U20-Junioren-Weltmeisterschaft 2008 berufen wurde, wo Kanada den Titel gewann. In der WHL verpasste Sutter mit den Rebels aber die Playoffs. Mit 49 Scorerpunkten war er punktbester Spieler der Mannschaft.
Kurz darauf unterschrieb er einen Dreijahresvertrag bei den Carolina Hurricanes und absolvierte vor der Sommerpause noch einige Spiele in der American Hockey League (AHL) für deren Farmteam, die Albany River Rats. Im Herbst konnte sich Sutter im Trainingscamp einen Stammplatz im NHL-Kader der Hurricanes erarbeiten. Am 22. Juni 2012 wurde Sutter während des NHL Entry Draft 2012 von den Hurricanes zusammen mit dem Erstrunden-Draftrecht sowie Brian Dumoulin zu den Pittsburgh Penguins transferiert, die dafür Center Jordan Staal abgaben. Nach drei Jahren in Pittsburgh wurde er im Juli 2015 samt einem erfolgsabhängigen Drittrunden-Wahlrecht im NHL Entry Draft 2016 an die Vancouver Canucks abgegeben, die im Gegenzug Nick Bonino, Adam Clendening und ein Sechstrunden-Wahlrecht für denselben Draft nach Pittsburgh schickten.
Die Spielzeit 2021/22 verpasste Sutter aufgrund einer Post-COVID-Erkrankung komplett, bevor sein Vertrag in Vancouver im Juli 2022 auslief. Nachdem er daraufhin ein Jahr vertragslos geblieben war, erhielt er im Spätsommer 2023 eine Einladung ins Trainingslager der Edmonton Oilers. Da das Engagement aber in keinem festen Vertrag gipfelte, gab Sutter im Oktober 2023 im Alter von 34 Jahren das Ende seiner aktiven Karriere bekannt, in der er 820 NHL-Spiele absolviert hatte.

## Erfolge und Auszeichnungen
- 2007 Teilnahme am CHL Top Prospects Game
- 2008 Goldmedaille bei der U20-Junioren-Weltmeisterschaft

## Karrierestatistik

### International
Vertrat Kanada bei:
| - World U-17 Hockey Challenge 2006 - U18-Junioren-Weltmeisterschaft 2006 - U18-Junioren-Weltmeisterschaft 2007 | - Super Series 2007 - U20-Junioren-Weltmeisterschaft 2008 |

(Legende zur Spielerstatistik: Sp oder GP = absolvierte Spiele; T oder G = erzielte Tore; V oder A = erzielte Assists; Pkt oder Pts = erzielte Scorerpunkte; SM oder PIM = erhaltene Strafminuten; +/− = Plus/Minus-Bilanz; PP = erzielte Überzahltore; SH = erzielte Unterzahltore; GW = erzielte Siegtore; 1 Play-downs/Relegation; Kursiv: Statistik nicht vollständig)

## Familie
Brandon Sutter gehört einer Familie an, die tief im Eishockeysport verwurzelt ist. Sein Vater Brent Sutter war selbst Spieler in der National Hockey League (NHL) und gewann zweimal den Stanley Cup. Nach seiner aktiven Karriere trainierte er Brandon sowohl bei den Red Deer Rebels als auch in der Super Series 2007. Im Juli 2007 wurde er zum Cheftrainer der New Jersey Devils aus der NHL ernannt. Zudem ist Brent Sutter der Besitzer der Rebels.
Brandon Sutters Cousin, Brett Sutter, spielte ebenfalls bei den Red Deer Rebels und führte sie als Mannschaftskapitän an. Auch er wurde von einem NHL-Team gedraftet.
Seine Onkel Duane Sutter, Brian Sutter, Darryl Sutter, Rich Sutter und Ron Sutter waren alle als Spieler in der NHL aktiv. Duane gewann mit den New York Islanders viermal den Stanley Cup und Brian wurde nach seiner Laufbahn als Spieler einmal mit dem Jack Adams Award als bester Trainer der NHL ausgezeichnet. Darryl fungierte unterdessen als Trainer der Los Angeles Kings und gewann mit ihnen in den Jahren 2012 und 2014 den Stanley Cup.